# Euphorbia inderiensis
Euphorbia inderiensis là một loài thực vật có hoa trong họ Đại kích. Loài này được Less. ex Kar. & Kir. mô tả khoa học đầu tiên năm 1842.